# WitcheR
A WitcheR magyar szimfonikus/atmoszferikus black metal együttes, amely 2010-ben alakult.
Zenéjükben kezdettől fogva fontos szerepet kaptak a fülbemászó dallamok és az emelkedett hangulat. A dalszövegek leginkább a boszorkányságról, a magyar folklórról, a régi értékek ragaszkodásáról, a modern világgal való maximális szembenállásról szólnak.

## Tagok
- Gere Karola - billentyűk, ének (2010-)
- Neubauer Roland - gitár, dob, ének (2010-)

## Diszkográfia
- Boszorkánytánc (2013)
- Csendes domb (2015)
- A gyertyák csonkig égnek (2019)
- Lélekharang (2022)

### EP-k
- Néma gyász (2012/2020)
- Summernight Melancholy (2021)
- Boszorkányszimfóniák (2024)

### Demók
- Úttalan utakon (2010)